# Juan de la Corte

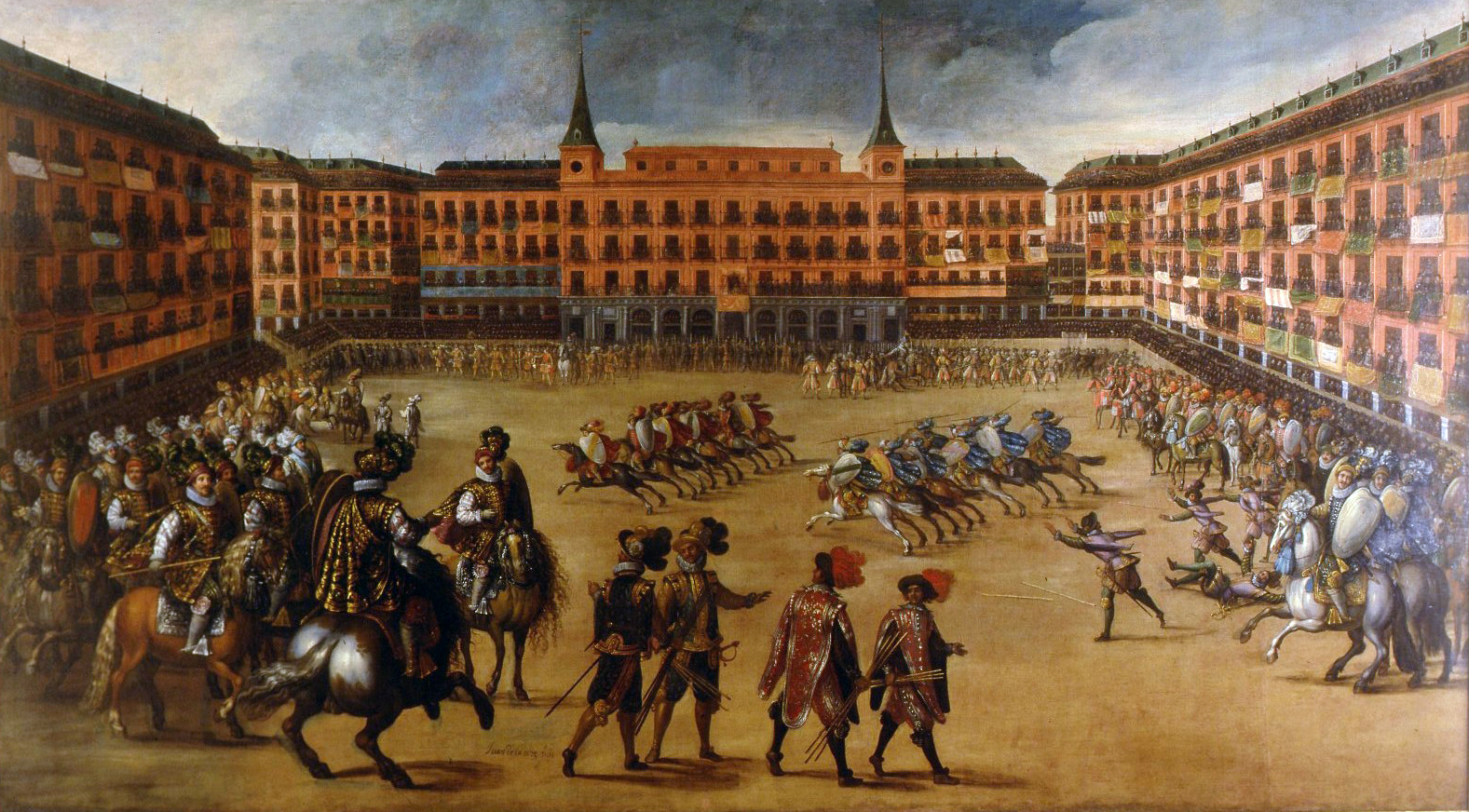
Fest auf der Plaza Mayor (Madrid), jetzt im Museo de Historia de Madrid

Juan de la Corte (* 1597 in Madrid; † 1660 ebenda) war ein spanischer Maler.
Er war Schüler von Velazquez und malte neben Porträts und Historien hauptsächlich Schlachten sowie perspektivische Ansichten.
Er war der Hofmaler von Philipp III. (Spanien) und dessen Nachfolger Philipp IV. Zahlreiche seiner Werke hängen im Buen Retiro.

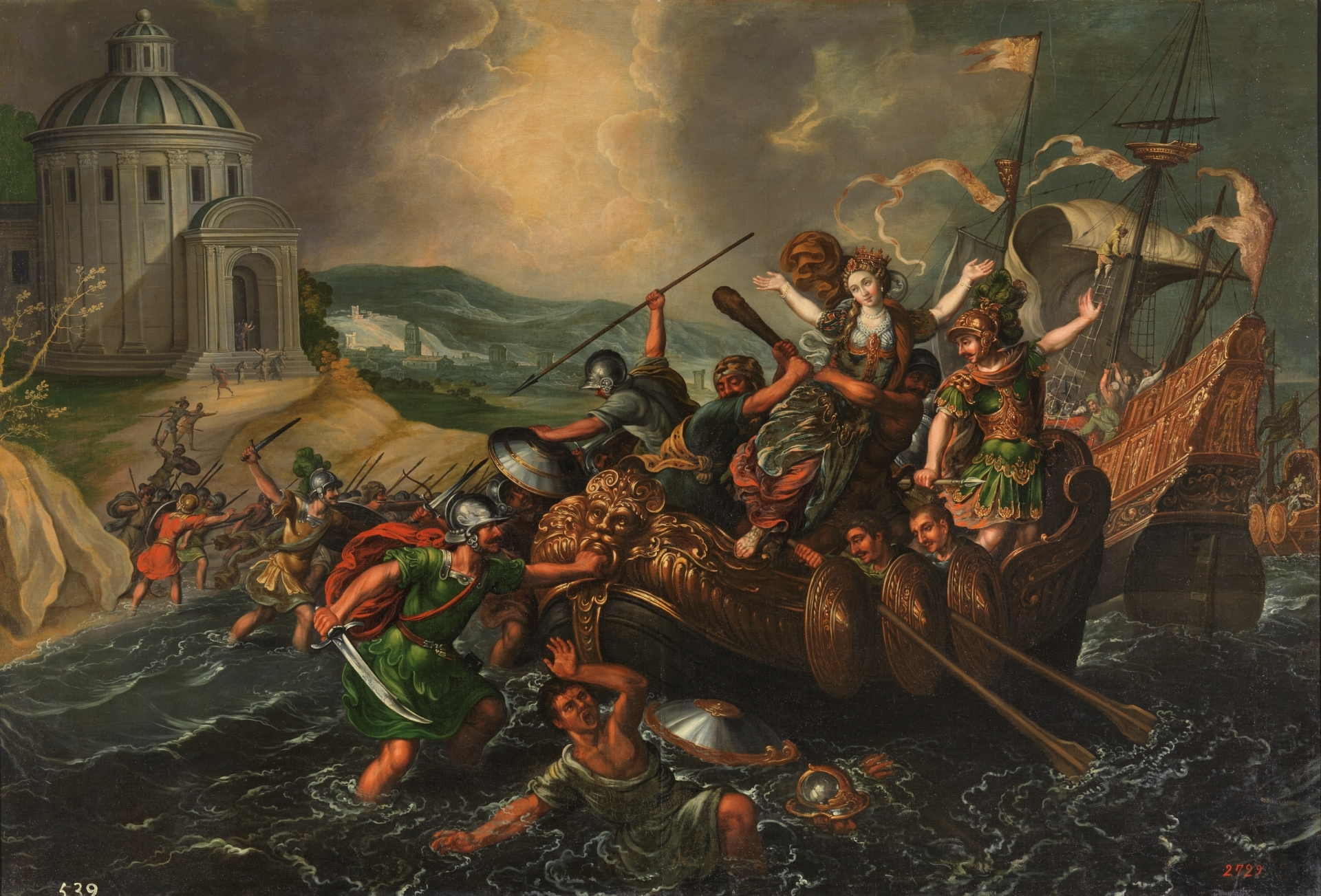
Raub der Helena, jetzt im Museo del Prado, Madrid